# نشیط فارسی
نشیط فارسی کتاب‌ها همه از او با نام نشیط یاد کرده‌اند، اما این نام معرب نشید است و نشید به معنی آهنگ است نام زنگوله نشید نیز در اشعار انوری به عنوان یکی از گوشه‌ها آمده‌است. نشید تنها نیز خود یکی از گوشه‌هاست: 
| ارغنون پیش چکاوک نه اگر بلبل نیست |  | ماحضر فاخته را گو، که نشیدی بِسُرای |

نشیط فارسی که ابن خلدون نیز از او یاد کرده، سرودهای پارسی را در مدینه می‌خواند و شاگردانی چون جمیله، عزت المیلا، معبد و ابن سریج را پرورد.